# Новый Кокуй (Калининское сельское поселение)
Новый Кокуй — деревня в Малмыжском районе Кировской области России. Входит в состав Калининского сельского поселения.

## География
Находится на реке Буртечка.
В радиусе трёх километров расположены следующие населённые пункты:
- д. Новая Коса (← 0.9 км)
- поч. Алексеевский (↘ 1.2 км)
- д. Левины Прудки (↙ 2.3 км)
- д. Постниково (↘ 2.4 км)

## История
Список населённых мест Вятской губернии 1905 г. приводи данные на выселок	Новый Кокуй, входившим в	Малмыжскую волость Малмыжского уезда: Дворов 13, Мужчин	46, Женщин	54, Всего жителей 100 (Списки населенных мест Малмыжского уезда за 1905 год // ЦГАКО. Ф. 574. Оп. 2. Ед. хр. 617/5)

## Население
| 2010 |
| ---- |
| 19   |

## Инфраструктура
Личное подсобное хозяйство.
Основа экономики — сельское хозяйство.

## Транспорт
Деревня доступна автотранспортом.